# Don Cipriano
Don Cipriano es un paraje rural en el partido de Chascomús. Debe su nombre a Don Cipriano Newton, quien fue un hacendado de Chascomús y el introductor del alambrado en Argentina.
El paraje consta de su estación ferroviaria que se encuentra descuidada, así como varias casas habitadas y algunas casas de fin de semana. El lugar es muy tranquilo y os vecinos muy celosos de cuidar el entorno lo más natural posible

## Población
Durante los censos nacionales del INDEC de 2001 y 2010 fue considerada como población rural dispersa.

## Ubicación
El paraje se ubica a 23 km. de Chascomús y a 41 km. de Verónica. Se puede acceder mediante un camino de tierra que se desprende de la Ruta Provincial 20 (también de tierra).